# Knölåkerskivling
Knölåkerskivling (Agrocybe arvalis) är en svampart som först beskrevs av Elias Fries, och fick sitt nu gällande namn av Rolf Singer 1936. Knölåkerskivling ingår i släktet marktofsskivlingar och familjen Strophariaceae.  Arten är reproducerande i Sverige. Inga underarter finns listade i Catalogue of Life.